# Croații din Ungaria
Croații, în număr de 26.774, sunt al patrulea grup etnic minoritar din Ungaria ca număr. Ei sunt concentrați în partea sudică a Ungariei, la granița cu Croația și în orașul Pécs, alcătuind 0,3% din populația țării. Asemenea carașovenilor din România, croaților din Burgenland, și unor subgrupuri etnice din Ungaria precum: bosniacii, bunjevci și šokci se auto-denumesc croați.

## Istorie
Croații s-au stabilit pe teritoriul de azi al Ungariei de-a lungul secolului al XVIII-lea, după retragerea Otomanilor, în urma acestora sudul țării fiind practic depopulat, practic croații pe lângă germanii majoritari au repopulat această regiune a țării.

## Cultură
Instituții culturale :

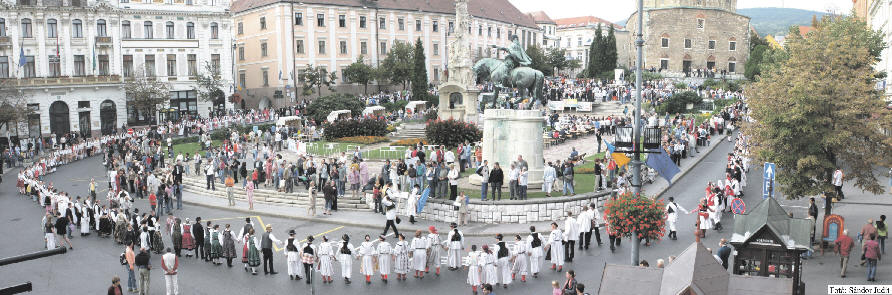
Festival popular Croat în Pécs

- Institulul Ștințific Croat din Ungaria
- Teatrul Croat din Pécs
- Hrvatski glasnik (Gazeta croată)

## Personalități
Cetățeni maghiari de origine croată notabili.
- Flórián Albert
- Ivan Antunović
- Stipan Blažetin
- Marko Dekić
- András Dugonics (Andrija Dugonić)
- Stipan Đurić (Gyurity István)
- Đuro Franković
- Josip Gujaš Džuretin
- Antun Karagić
- Antun Kričković
- Mihovil Mandić
- Živko Mandić
- Miklós Páncsics
- Mirko Pavić
- Đuro Šarošac
- Mate Šinković
- Dinko Šokčević